# Maniac (album de Globe)
Albums de Globe
Globe 2 Pop/Rock
(2005)
EPs par Globe
New Deal
(2006)
Maniac (titré en minuscules : maniac) est le dixième album original du groupe Globe.

## Présentation
L'album, majoritairement écrit, composé et produit par Tetsuya Komuro, sort le 23 mars 2006 au Japon sur le label Avex Globe de la compagnie Avex, sept mois seulement après le précédent album original du groupe, Globe 2 Pop/Rock.
L'album atteint la 12e place du classement des ventes de l'Oricon, et reste classé pendant six semaines. C'est le dernier album original complet du groupe, et le moins vendu.
C'est en fait un double album. Le premier disque contient neuf nouvelles chansons du groupe (et un titre instrumental), dont aucune ne sort en single ; la première, Soldier, initialement prévue sortir en single, est utilisée comme thème musical pour une publicité, et une version alternative figurera sur le prochain EP du groupe, New Deal qui sortira cinq mois plus tard. 
Le deuxième disque compile dix titres liés aux membres du groupe : deux versions ré-enregistrées live par Globe de deux des titres de son précédent album, deux nouveaux titres instrumentaux de son musicien Tetsuya Komuro, deux chansons de 245 (groupe parallèle de son rappeur Marc), et quatre chansons de sa chanteuse Keiko (une interprétée pour un film, deux tirées de son single solo KCO, et la chanson-titre du single Be True attribué à "Cyber X feat. Keiko").

## Liste des titres
Les chansons sont écrites, composées, arrangées et mixées par Tetsuya Komuro (mixées avec Mike Butler ; paroles rap des titres n°1, 2, 7, 1 et 2 du cd2 par Marc, et 7 du cd2 par Steve I), sauf n°3 (écrite par Keiko et Marc), 9 (écrite par Marc), 5 et 6 du cd2 (écrites par Marc, composées et arrangées par 245) et 10 du cd2 (composée par Ramon Zenker).
| 1.  | Soldier                                     | Globe | 4:09 |
| 2.  | Please Don't Give Up (Please don't give up) | Globe | 5:08 |
| 3.  | Why Why Tell Me Why (Why Why tell me Why)   | Globe | 4:29 |
| 4.  | From The Beginning (from the beginning)     | Globe | 3:41 |
| 5.  | Appreciate                                  | Globe | 4:35 |
| 6.  | Orbit (orbit ; instrumental)                | Globe | 2:44 |
| 7.  | Tokyo to Iu Riyû (Tokyoという理由)          | Globe | 4:16 |
| 8.  | Shine On You (Shine on you)                 | Globe | 4:29 |
| 9.  | Simplove (SIMPLOVE)                         | Globe | 4:22 |
| 10. | About Me                                    | Globe | 4:54 |

| 1.  | Judgement (Band Version)                       | Globe (version live d'un titre de Globe 2)  | 6:20 |
| 2.  | Lost (Band Version) (LOST ...)                 | Globe (version live d'un titre de Globe 2)  | 4:19 |
| 3.  | To Solid Snake (to solid snake ; instrumental) | Tetsuya Komuro                              | 6:12 |
| 4.  | Maunalua Bay (maunalua bay ; instrumental)     | Tetsuya Komuro                              | 4:17 |
| 5.  | Cosmic Dream (Short Edit) (cosmic dream ...)   | 245 (de son album Experience de 2004)       | 3:48 |
| 6.  | 1000 Lights (French Version) (1000Lights ...)  | 245 (de son album Tainted Love de 2007)     | 6:05 |
| 7.  | Reason (LA Updated Mix)                        | Keiko                                       | 5:46 |
| 8.  | Humanrace (HUMANRACE)                          | Keiko (de son single KCO de 2003)           | 5:58 |
| 9.  | Umi to no Yûjô (海との友情)                    | Keiko (de son single KCO de 2003)           | 6:01 |
| 10. | Be True (be true)                              | Cyber X Feat. Keiko (de son single de 2003) | 5:26 |